# Луцька міська рада
Лу́цька міська́ ра́да Лу́цької місько́ї територіа́льної грома́ди (до 2019 року — Луцька міська рада) — орган місцевого самоврядування Луцької міської територіальної громади Волинській області. Розміщення — місто обласного значення Луцьк.

## Історія
До 25 жовтня 2019 року — адміністративно-територіальна одиниця у Волинській області з підпорядкуванням міста Луцьк, територією 42 км² та населенням 217 082 осіб (станом на 1 серпня 2015 року).
Рада складалась з 42 депутатів та голови.

### Керівний склад попередніх скликань
| ПІБ                        | Основні відомості                                                                                               | Дата обрання | Дата звільнення |
| -------------------------- | --- | ------------ | --------------- |
| Шиба Богдан Павлович       | Міський голова, 1962 року народження, освіта вища, член Всеукраїнського об'єднання «Батьківщина»                | 26.03.2006   | 31.10.2010      |
| Романюк Микола Ярославович | Міський голова, 1958 року народження, освіта вища, позапартійний, від політичної партії «Сильна Україна»        | 31.10.2010   | 15.11.2015      |
| Романюк Микола Ярославович | Міський голова, 1958 року народження, освіта вища, безпартійний, від партії Блок Петра Порошенка «Солідарність» | 15.11.2015   | 03.02.2017      |
| Поліщук Ігор Ігорович      | Міський голова, 1988 року народження, освіта вища, від партії «За майбутнє (партія)»                            | 15.11.2020   |                 |

Примітка: таблиця складена за даними сайту Верховної Ради України та ЦВК
- грудень 1939 — червень 1941 — Обелець Іван Макарович

### Депутати VIII скликання
За результатами місцевих виборів 2020 року депутатами ради стали:

#### За суб'єктами висування
| Суб'єкт висування                                                                               | Кількість обраних депутатів | %     |
| ----------------------------------------------------------------------------------------------- | --------------------------- | ----- |
| Політична партія «За майбутнє»                                                                  | 13                          | 27.09 |
| Політична партія «Європейська Солідарність»                                                     | 9                           | 18.61 |
| Політична платформа «Громадянський рух «Свідомі» [Архівовано 12 травня 2021 у Wayback Machine.] | 6                           | 9.78  |
| Політична партія «Слуга народу»                                                                 | 5                           | 9.25  |
| Партія Всеукраїнське об'єднання «Свобода»                                                       | 5                           | 9.16  |
| Партія Всеукраїнське об'єднання «Батьківщина»                                                   | 4                           | 7.04  |

#### За округами
| № округу | Прізвище, ім'я, по батькові | Дата нар. | Освіта | Партійна приналежність | Відомості |
| -------- | --------------------------- | --------- | ------ | ---------------------- | --------- |

### Депутати VII скликання
За результатами місцевих виборів 2015 року депутатами ради стали:

#### За суб'єктами висування
| Суб'єкт висування                                          | Кількість обраних депутатів | %     |
| ---------------------------------------------------------- | --------------------------- | ----- |
| Політична партія «Українське Об'єднання патріотів — УКРОП» | 15                          | 35.71 |
| Партія Блок Петра Порошенка «Солідарність»                 | 8                           | 19.05 |
| Політична партія Всеукраїнське об'єднання «Свобода»        | 5                           | 11.90 |
| Політична партія «Об'єднання „Самопоміч“»                  | 4                           | 9.52  |
| Політична партія Всеукраїнське об'єднання «Батьківщина»    | 4                           | 9.52  |
| Радикальна партія Олега Ляшка                              | 3                           | 7.14  |
| Політична партія Громадський рух «Народний контроль»       | 3                           | 7.14  |

#### За округами
| № округу                                                   | Прізвище, ім'я, по батькові       | Дата нар.  | Освіта | Партійна приналежність | Відомості |
| ---------------------------------------------------------- | --------------------------------- | ---------- | ------ | ---------------------- | --- |
| ПОЛІТИЧНА ПАРТІЯ «УКРАЇНСЬКЕ ОБ'ЄДНАННЯ ПАТРІОТІВ — УКРОП» |                                   |            |        |                        | |
| пк                                                         | Палиця Ігор Петрович              | 10.12.1972 | вища   | «УКРОП»                | Благодійний фонд "Фонд Ігоря Палиці «Новий Луцьк», голова наглядової ради                                                                           |
| 15                                                         | Поліщук Ігор Ігорович             | 01.07.1988 | вища   | безпартійний           | Благодійний фонд "Фонд Ігоря Палиці «Новий Луцьк», головний юрисконсульт                                                                            |
| 40                                                         | Балицький Сергій Іванович         | 28.09.1964 | вища   | безпартійний           | Фізична особа-підприємець |
| 10                                                         | Рабан Микита Тарасович            | 10.03.1984 | вища   | безпартійний           | Товариство з обмеженою відповідальністю «Аспект Права», директор                                                                                    |
| 1                                                          | Смаль Борис Анатолійович          | 07.09.1971 | вища   | безпартійний           | Приватне підприємство "Логістична компанія «Оптіма», директор                                                                                       |
| 28                                                         | Бойко Петро Павлович              | 18.06.1966 | вища   | безпартійний           | Об'єднання співвласників багатоквартирного будинку «Вікторія-Луцьк-1», голова правління                                                             |
| 41                                                         | Безпятко Юрій Володимирович       | 07.06.1975 | вища   | безпартійний           | Редакція незалежної громадсько-політичної газети «Волинь-Нова», менеджер відділу реклами                                                            |
| 19                                                         | Дендіберін Микола Євгенійович     | 07.02.1951 | вища   | безпартійний           | Фізична особа-підприємець |
| 7                                                          | Констанкевич Ірина Мирославівна   | 23.06.1965 | вища   | безпартійна            | Східноєвропейський національний університет імені Лесі Українки, завідувач кафедри української літератури, професор                                 |
| 13                                                         | Шкода Сергій Іванович             | 15.06.1977 | вища   | безпартійний           | Приватне підприємство «Бош-Тепло», директор |
| 23                                                         | Янчук Тетяна Петрівна             | 04.02.1982 | вища   | безпартійна            | Благодійний фонд "Фонд Ігоря Палиці «Новий Луцьк», менеджер                                                                                         |
| 25                                                         | Савчук Петро Петрович             | 16.07.1971 | вища   | безпартійний           | Луцький національний технічний університет, ректор                                                                                                  |
| 8                                                          | Волинець Олександр Петрович       | 11.02.1954 | вища   | безпартійний           | Приватне підприємство «ВО-електрик», директор |
| 4                                                          | Побережна Вікторія Олександрівна  | 10.06.1981 | вища   | безпартійна            | Фізична особа-підприємець |
| 20                                                         | Кравченко Олександр Володимирович | 01.09.1976 | вища   | безпартійний           | Публічне акціонерне товариство комерційний банк «Приватбанк», керівник регіонального бюро персоналізації пластикових карт                           |
| ПАРТІЯ "БЛОК ПЕТРА ПОРОШЕНКА «СОЛІДАРНІСТЬ»                |                                   |            |        |                        | |
| пк                                                         | Романюк Микола Ярославович        | 24.08.1958 | вища   | безпартійний           | Луцька міська рада, луцький міський голова |
| 3                                                          | Ткачук Євгеній Євгенович          | 07.04.1970 | вища   | БПП «Солідарність»     | ПП «Автоцентр плюс», директор |
| 4                                                          | Яручик Микола Олександрович       | 28.05.1980 | вища   | безпартійний           | ТзОВ «Апельсин», директор |
| 22                                                         | Нестерук Петро Каленикович        | 16.03.1983 | вища   | БПП «Солідарність»     | Луцька філія ТзОВ «Олександрія-БЛіГ», директор Луцької філії                                                                                        |
| 18                                                         | Покровський Андрій Володимирович  | 27.12.1975 | вища   | безпартійний           | ТзОВ "Консалтингова компанія «ЛІСЕТ», начальник юридичного відділу                                                                                  |
| 17                                                         | Запотоцький Артем Олександрович   | 31.01.1980 | вища   | безпартійний           | ТОВ «Континіум», старший юрисконсульт |
| 1                                                          | Бунда Наталія Петрівна            | 19.07.1987 | вища   | безпартійна            | Луцька міська рада, начальник управління туризму та промоції міста                                                                                  |
| 31                                                         | Козлюк Олександр Євгенович        | 18.09.1976 | вища   | безпартійний           | Луцька міська рада, начальник управління розвитку підприємництва та реклами                                                                         |
| політична партія Всеукраїнське об'єднання «Свобода»        |                                   |            |        |                        | |
| пк                                                         | Федік Микола Миколайович          | 01.02.1987 | вища   | ВО «Свобода»           | Безробітний |
| 21                                                         | Пирожик Олександр Веніамінович    | 09.12.1970 | вища   | ВО «Свобода»           | Волинська обласна рада, перший заступник голови Волинської обласної ради                                                                            |
| 42                                                         | Богоно Богдан Михайлович          | 06.11.1982 | вища   | ВО «Свобода»           | ТОВ «ВОГ Рітейл», інженер з комплектації устаткування                                                                                               |
| 20                                                         | Ящук Віктор Петрович              | 14.05.1971 | вища   | ВО «Свобода»           | Приватний підприємець |
| 6                                                          | Вавринюк Богдан Андрійович        | 27.10.1987 | вища   | ВО «Свобода»           | Приватний підприємець |
| політична партія Всеукраїнське об'єднання «Батьківщина»    |                                   |            |        |                        | |
| пк                                                         | Пустовіт Григорій Олександрович   | 29.03.1960 | вища   | ВО «Батьківщина»       | Товариство з обмеженою відповідальністю «Євроорганік-Волинь», директор                                                                              |
| 37                                                         | Козюра Андрій Григорович          | 06.06.1979 | вища   | ВО «Батьківщина»       | Товариство з додатковою відповідальністю «Юридична компанія», генеральний директор                                                                  |
| 12                                                         | Бондарук Валерій Анатолійович     | 09.06.1971 | вища   | ВО «Батьківщина»       | Товариство з обмеженою відповідальністю «Волиньфарм», комерційний директор                                                                          |
| 39                                                         | Шостак Майя Вікторівна            | 18.01.1974 | вища   | ВО «Батьківщина»       | Фізична особа-підприємець |
| Політична партія "Об'єднання «САМОПОМІЧ»                   |                                   |            |        |                        | |
| пк                                                         | Вусенко Юлія Василівна            | 31.03.1982 | вища   | «Самопоміч»            | Східноєвропейський національний університет, доцент кафедри цивільно-правових дисциплін                                                             |
| 39                                                         | Надточій Алла Володимирівна       | 08.08.1979 | вища   | безпартійна            | ФОП |
| 5                                                          | Собуцький Микола Миколайович      | 02.01.1991 | вища   | безпартійний           | КЗ «Луцький міський центр науково-технічної творчості учнівської молоді Луцької»                                                                    |
| 30                                                         | Шляхтич Тарас Васильович          | 26.02.1987 | вища   | «Самопоміч»            | Державна інспекція сільського господарства у Волинській області, завідувач сектору юридичного забезпечення                                          |
| ПОЛІТИЧНА ПАРТІЯ "«Народний контроль»                      |                                   |            |        |                        | |
| пк                                                         | Данильчук Павло Петрович          | 30.06.1985 | вища   | «Народний контроль»    | Волинська обласна організація політичної партії "«Народний контроль», голова Волинської обласної організації політичної партії "«Народний контроль» |
| 28                                                         | Лазука Олександр Іванович         | 17.06.1993 | вища   | «Народний контроль»    | Первинна профспілкова організація студентів Східноєвропейського національного університет імені Лесі Українки, заступник голови                     |
| 34                                                         | Мовяк Анна Володимирівна          | 18.11.1978 | вища   | «Народний контроль»    | Приватний підприємець |
| Радикальна партія Олега Ляшка                              |                                   |            |        |                        | |
| пк                                                         | Петрочук Костянтин Павлович       | 14.09.1978 | вища   | Радикальна партія      | ТзОВ «ВУД-ЕКСПО», підприємець, водій |
| 36                                                         | Була Сергій Володимирович         | 07.03.1979 | вища   | безпартійний           | ТзОВ ВТП «Буратіно», директор |
| 42                                                         | Соломатін Аркадій Миколайович     | 26.10.1965 | вища   | безпартійний           | Приватний підприємець |

### Депутати VI скликання
За результатами місцевих виборів 2010 року депутатами ради стали:

#### За суб'єктами висування
| Суб'єкт висування                                       | Кількість обраних депутатів | %  |
| ------------------------------------------------------- | --------------------------- | -- |
| Політична партія Всеукраїнське об'єднання «Батьківщина» | 24                          | 48 |
| Політична партія Всеукраїнське об'єднання «Свобода»     | 8                           | 16 |
| Політична партія «За Україну!»                          | 4                           | 8  |
| Політична партія «Фронт Змін»                           | 4                           | 8  |
| Партія регіонів                                         | 3                           | 6  |
| Політична партія «Наша Україна»                         | 2                           | 4  |
| Політична партія «Сильна Україна»                       | 2                           | 4  |
| Політична партія «Європейська партія України»           | 1                           | 2  |
| Соціалістична партія України                            | 1                           | 2  |
| Українська республіканська партія                       | 1                           | 2  |

#### За округами
| № округу                                                | Прізвище, ім'я, по батькові       | Дата визнання обраним | Освіта             | Партійна приналежність       | Відомості про обраного депутата                                                                        |
| ------------------------------------------------------- | --------------------------------- | --------------------- | ------------------ | ---------------------------- | --- |
| Партія регіонів                                         |                                   |                       |                    |                              | |
| б/м                                                     | Смоленг Іван Павлович             | 05.11.2010            | вища               | Партія регіонів              | помічник-консультант народного депутата України                                                        |
| б/м                                                     | Дементьєва Тетяна Сергіївна       | 05.11.2010            | вища               | Партія регіонів              | Луцька міська організація Партії Регіонів, заступник голови                                            |
| б/м                                                     | Комлик Ірина Олександрівна        | 05.11.2010            | вища               | Партія регіонів              | ТзОВ «Екопрод», менеджер                                                                               |
| Політична партія Всеукраїнське об'єднання «Батьківщина» |                                   |                       |                    |                              | |
| б/м                                                     | Пустовіт Григорій Олександрович   | 05.11.2010            | вища               | ВО «Батьківщина»             | Луцька міська партійна організація ВО «Батьківщина», голова                                            |
| б/м                                                     | Кравчук Ганна Іванівна            | 05.11.2010            | вища               | позапартійна                 | Луцька міська поліклініка № 2, головний лікар                                                          |
| б/м                                                     | Осіпов Андрій Олексійович         | 05.11.2010            | вища               | ВО «Батьківщина»             | Волинська обласна колегія адвокатів, адвокат                                                           |
| б/м                                                     | Григоренко Сергій Анатолійович    | 05.11.2010            | вища               | ВО «Батьківщина»             | радник голови Волинської обласної ради                                                                 |
| б/м                                                     | Бондарук Роман Анатолійович       | 05.11.2010            | вища               | ВО «Батьківщина»             | ТОВ"Пластіком", директор                                                                               |
| б/м                                                     | Василевський Артур Улдисович      | 05.11.2010            | вища               | ВО «Батьківщина»             | Волинська обласна організація Спілки офіцерів України, голова                                          |
| б/м                                                     | Бондарук Валерій Анатолійович     | 05.11.2010            | вища               | ВО «Батьківщина»             | ТОВ «Волиньфарм», комерційний директор                                                                 |
| б/м                                                     | Никитюк Володимир Сергійович      | 05.11.2010            | вища               | ВО «Батьківщина»             | ТОВ «Ніко», директор                                                                                   |
| 1                                                       | Бунда Наталія Петрівна            | 05.11.2010            | вища               | ВО «Батьківщина»             | Луцька міська партійна організація ВО «Батьківщина», завідувачка відділу діловодства, обліку та кадрів |
| 4                                                       | Самуляк Володимир Іванович        | 05.11.2010            | вища               | ВО «Батьківщина»             | державне виробничо-торгове підприємство «Волиньфармпостач», заступник директора                        |
| 6                                                       | Волик Сергій Васильович           | 05.11.2010            | вища               | ВО «Батьківщина»             | ТЗОВ «Магніт», генеральний директор                                                                    |
| 7                                                       | Цимбалюк Степан Іванович          | 05.11.2010            | вища               | ВО «Батьківщина»             | Луцька міська поліклініка № 3, головний лікар                                                          |
| 8                                                       | Сосновський Антон Павлович        | 05.11.2010            | вища               | позапартійний                | громадське об'єднання «Волинський блок», голова                                                        |
| 9                                                       | Дячук Рустам Олександрович        | 05.11.2010            | вища               | ВО «Батьківщина»             | державне комунальне підприємство «Луцьктепло», директор                                                |
| 11                                                      | Бірюков Анатолій Євгенійович      | 05.11.2010            | вища               | ВО «Батьківщина»             | Луцька міська рада, секретар                                                                           |
| 12                                                      | Приступа Катерина Петрівна        | 05.11.2010            | вища               | ВО «Батьківщина»             | Луцький національний технічний університет, асистент кафедри «Облік і аудит»                           |
| 14                                                      | Корольчук Юрій Степанович         | 05.11.2010            | вища               | ВО «Батьківщина»             | ПАТ «Волинь-Авто», генеральний директор                                                                |
| 16                                                      | Савчук Петро Петрович             | 05.11.2010            | вища               | ВО «Батьківщина»             | Луцький національний технічний університет, доцент кафедри                                             |
| 17                                                      | Бас Тарас Михайлович              | 05.11.2010            | вища               | ВО «Батьківщина»             | група компаній «ВЛК — Експорт», комерційний директор                                                   |
| 18                                                      | Пекарський Аскольд Георгійович    | 05.11.2010            | вища               | ВО «Батьківщина»             | підприємець                                                                                            |
| 20                                                      | Пилипович Олександр Васильович    | 05.11.2010            | вища               | ВО «Батьківщина»             | підприємець                                                                                            |
| 21                                                      | Гриб Василь Пилипович             | 05.11.2010            | вища               | ВО «Батьківщина»             | Луцький біотехнічний інститут, заступник ректора з виховної роботи                                     |
| 22                                                      | Мишко Юрій Михайлович             | 05.11.2010            | вища               | позапартійний                | Луцький інститут розвитку людини ВМУРоЛ «Україна», радник ректора                                      |
| 24                                                      | Семенюк Олександр Леонтійович     | 05.11.2010            | вища               | ВО «Батьківщина»             | ТЗОВ «ОЛДІ», інженер-землевпорядник                                                                    |
| Політична партія Всеукраїнське об'єднання «Свобода»     |                                   |                       |                    |                              | |
| б/м                                                     | Боруцький Святослав Юрійович      | 05.11.2010            | вища               | ВО «Свобода»                 | тимчасово не працює                                                                                    |
| б/м                                                     | Чернецький Олег Станіславович     | 05.11.2010            | вища               | ВО «Свобода»                 | приватний підприємець                                                                                  |
| б/м                                                     | Магеровський Олександр Феофанович | 05.11.2010            | середня спеціальна | ВО «Свобода»                 | ТЗОВ «Кон-Лекс», працівник                                                                             |
| б/м                                                     | Вега Юрій Васильович              | 05.11.2010            | вища               | ВО «Свобода»                 | КП «Луцькводоканал», заступник головного інженера                                                      |
| б/м                                                     | Серба Любов Дмитрівна             | 17.11.2010            | вища               | ВО «Свобода»                 | Волинська обласна інфекційна лікарня, завідувач приймальним відділенням                                |
| 3                                                       | Яручик Микола Олександрович       | 05.11.2010            | вища               | ВО «Свобода»                 | приватний підприємець                                                                                  |
| 15                                                      | Сівак Сергій Віталійович          | 05.11.2010            | вища               | ВО «Свобода»                 | Волинська обласна клінінчна лікарня, лікар-ординатор                                                   |
| 19                                                      | Ніколайчук Руслан Олексійович     | 05.11.2010            | вища               | ВО «Свобода»                 | приватний підприємець                                                                                  |
| Політична партія «Європейська партія України»           |                                   |                       |                    |                              | |
| б/м                                                     | Голєва Олена Василівна            | 05.11.2010            | вища               | «Європейська партія України» | ВАТ Луцьке виробничо-торговельне швейне підприємство «Волинь», голова наглядової ради                  |
| Політична партія «За Україну!»                          |                                   |                       |                    |                              | |
| б/м                                                     | Шиба Богдан Павлович              | 05.11.2010            | вища               | позапартійний                | Луцький міський голова                                                                                 |
| б/м                                                     | Данильчук Павло Петрович          | 05.11.2010            | вища               | «За Україну!»                | Волинський обласний центр національно-патріотичного виховання молоді, директор                         |
| 23                                                      | Романюк Роман В'ячеславович       | 05.11.2010            | вища               | «За Україну!»                | ПАТКБ «Правекс-Банк», начальник Кафедрального відділення                                               |
| 25                                                      | Корчук Іван Миколайович           | 05.11.2010            | вища               | позапартійний                | КП «Луцькводоканал», директор                                                                          |
| Політична партія «Наша Україна»                         |                                   |                       |                    |                              | |
| б/м                                                     | Козюра Андрій Григорович          | 05.11.2010            | вища               | «Наша Україна»               | ТОВ "Юридична компанія «Ліга Права», генеральний директор                                              |
| б/м                                                     | Пархом'юк Анатолій Іванович       | 05.11.2010            | вища               | «Наша Україна»               | заступник Луцького міського голови                                                                     |
| Політична партія «Сильна Україна»                       |                                   |                       |                    |                              | |
| б/м                                                     | Разумовський Андрій Русланович    | 05.11.2010            | вища               | «Сильна Україна»             | ПП «Західноукраїнська торгова компанія», генеральний директор                                          |
| 2                                                       | Ткачук Євгеній Євгенович          | 05.11.2010            | вища               | «Сильна Україна»             | ПП «Автоцентр-Плюс», директор                                                                          |
| Політична партія «Фронт Змін»                           |                                   |                       |                    |                              | |
| б/м                                                     | Пиза Олександр Зіновійович        | 05.11.2010            | вища               | «Фронт Змін»                 | АПГ «Пан Курчак», помічник керівника з фінансових питань                                               |
| б/м                                                     | Дмитрук Олег Миколайович          | 05.11.2010            | вища               | «Фронт Змін»                 | ТМ «Всеволодівські Делікатеси», консультант з економічних питань                                       |
| б/м                                                     | Кварцяний Віталій Володимирович   | 05.11.2010            | вища               | «Фронт Змін»                 | ФК «Волинь», головний тренер                                                                           |
| 13                                                      | Дендіберін Микола Євгенійович     | 05.11.2010            | вища               | «Фронт Змін»                 | голова дитячої громадської організації, тренер по футболу                                              |
| Соціалістична партія України                            |                                   |                       |                    |                              | |
| 10                                                      | Поліщук Ігор Ігорович             | 22.08.2013            | вища               | позапартійний                | Благодійний фонд «Фонд Ігоря Палиці — Новий Луцьк», головний юрисконсульт                              |
| Українська республіканська партія                       |                                   |                       |                    |                              | |
| 5                                                       | Констанкевич Ірина Миколаївна     | 15.01.2014            | вища               | позапартійна                 | Східноєвропейський університет ім. Лесі Українки, докторант, завідувач кафедри української літератури  |